# Кофуку-дзи
Кофуку-дзи (яп. 興福寺 Ко:фуку-дзи) — древний буддийский храм в Японии в городе Наре. Храм охраняется как объект Всемирного наследия ЮНЕСКО.
Этот храм является главным храмом школы Хоссо (соответствующей индийской философской школе йогачара, основатель школы — Досё). В храме продолжается традиция куся сарвастивады, сконцентрированная на изучении трактата Васубандху «Абхидхармакоша». Храм входит в число семи крупнейших храмов юга.
Храм был основан в городе Киото, но перемещён в Нару в 710 году.

## История
Первоначально главный храм школы Хоссо-сю был построен в районе Ямасина-ку в Киото родом Фудзивара.
Храм был перенесён в Нару вместе со столицей в 710 году при поддержке Фудзивара-но Фухито.
Долгое время храм охранялся кланом Фудзивара. В период Нара он входил в четвёрку великих храмов, а в период Хэйан — в число семи великих храмов. Потом храм играл роль защиты провинции Ямато. Во время реставрации Мэйдзи, когда синтоизм был объявлен государственной религией, храм утратил свой статус, однако был сохранён и причислен к школам хоссо и куся.

## Строения
Храм знаменит следующими сооружениями:
- три золотых зала со многочисленными скульптурами и алтарями.
  - Хокуэн-до, северный восьмиугольный павильон, построенный в 721 году, первый из храмов в стиле Дайбуцуё, реконструирован в 1210 году.
  - Токон-до, восточный павильон со значимыми алтарями и скульптурами, построен в 726 году по распоряжению императора Сёму, реконструирован в 1415 году.
  - центральный зал, построенный с 710 по 724 Фудзивара-но Фухито, реставрирован в 1811, повреждён осадками и сейчас не функционирует, реликвии перемещены в другие павильоны.
- Сандзю-но-то, трёхъярусная пагода, построенная в 1143 году.
- Годзю-но-то, пятиярусная пагода высотой более 50 метров, построена в 725 году и перестроена после разрушения в 1426 году.